# Коуэн, Александр
Александр Коуэн (англ. Alexander Cowan; род. 19 ноября 1996 в Калгари, провинция Альберта, Канада) — канадский шоссейный велогонщик, выступающий за континентальную команду «Silber Pro Cycling Team. Чемпион Канады 2016 года в индивидуальной гонке среди андеров.

## Достижения
2016
1-й  Чемпионат Канады U23 в индивид. гонке
2017
1-й  Горная классификация Тур Альберты
1-й Этап 3 Тур Боса
2018
1-й Этап 2 Гонка Джо Мартина